# Břetislav Novák (Mathematiker)

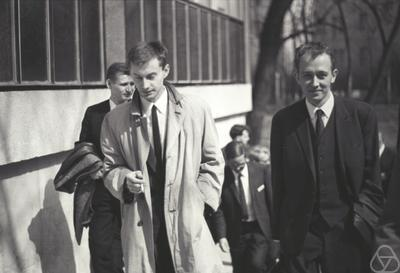
Břetislav Novák (rechts) zusammen mit Bohuslav Diviš, 1968

Břetislav Novák (* 2. März 1938 in Pardubice; † 18. August 2003 in Prag) war ein tschechischer Mathematiker, der auf dem Gebiet der Zahlentheorie arbeitete.
Novák wuchs in Chrudim  auf. Er nahm als Schüler erfolgreich an nationalen Mathematik-Olympiaden teil und studierte ab 1956 Mathematik an der Karls-Universität in Prag, wo er Schüler von Vojtěch Jarník wurde. Bei Jarník schrieb er seine Diplom-, Doktor- und Habilitationsarbeiten mit einem zahlentheoretischen Thema (Gitterpunkte in mehrdimensionalen Ellipsoiden), zu dem sein Lehrer Vojtěch Jarník seit 1928 bahnbrechende Ergebnisse beigetragen hatte. Von 1964 bis 1972 war er an der Karls-Universität Dozent, dann Associate Professor und ab 1982 Professor. Novák war Autor von ungefähr 40 mathematischen Artikeln und eines Buchs (Skripts) über analytische Zahlentheorie.